# カクテル（混合酒調合法）
『カクテル（混合酒調合法）』は秋山徳蔵が編纂した日本で初めて出版されたカクテルブック（カクテルのレシピに関する書籍）。1924年（大正13年）に出版された。
209種のカクテルレシピを記載している。2015年時点でも飲まれている多くのカクテルのレシピの他に、素材や食器等についての注意書きも書かれている。
福井県立図書館に第4版の蔵書が確認できる他に、図書館での所蔵は確認されていない。
冒頭の秋山による序文では、カクテルの普及を国威発揚のためとしており、これは当時の先進的なバーテンダーや料理人に共通したものであった。本書以前のカクテルブックには、そのような考え方は見られない。
2015年には秋山徳蔵をモデルとしたテレビドラマ『天皇の料理番』放映に合わせて、本書を含む秋山の書籍の展示会が福井県立図書館で行われたが、展示会のキックオフイベントとして日本バーテンダー協会福井支部会員の福井県内各店で、以下の復刻カクテルメニューの販売が行われた。カクテル名の表記は原著に従っている。
- ドライ・マーチニ・カクテル
- マンハッタン・カクテル
- ジン・リッケー